# Uracil
Uracil är en av kvävebaserna som ingår i de nukleotider som bygger upp RNA. Liksom tymin och cytosin är det en pyrimidin och består av en ring av kol- och kväve-atomer. I RNA binder sig uracil via två vätebindningar till den komplementerande basen adenin. I DNA finns den snarlika basen tymin istället för uracil.
Uracil förekommer i två tautomera former; Dels som laktam (amid) där de båda kväveatomerna flankeras av varsin karbonylgrupp, och dels som laktim (amin) där karbonylgrupperna är ersatta av hydroxigrupper.

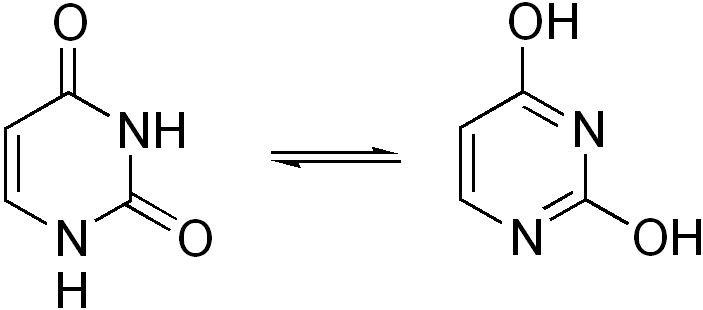
Uracils tautomera former;
laktam till vänster och laktim till höger.